# Galium inconspicuum
Galium inconspicuum är en måreväxtart som beskrevs av Rodolfo Amando Philippi. Galium inconspicuum ingår i släktet måror, och familjen måreväxter. Inga underarter finns listade i Catalogue of Life.